# Super Strypi

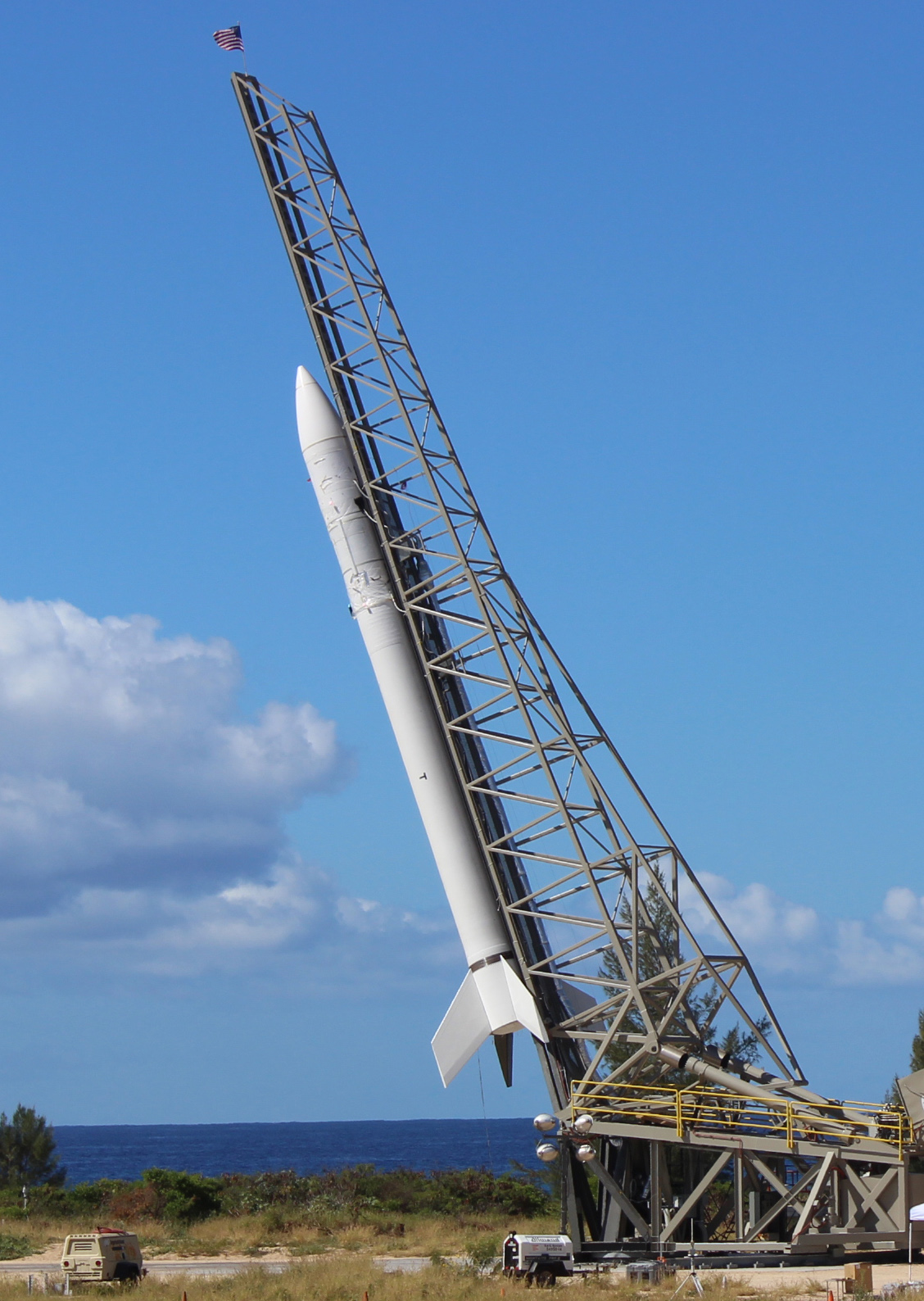
Super-Strypi-Rakete auf der Startrampe

Die Super Strypi (auch SPARK für Space-borne Payload Assist Rocket – Kauai) war ein Technologiedemonstrator für eine neue US-amerikanische Trägerrakete für kleine Nutzlasten. Von zwei geplanten Starts fand nur der erste am 4. November 2015 statt, bei dem die Rakete etwa eine Minute nach dem Start zerbrach.

## Entwicklung und Betreiber
Die Super Strypi war ein Nachfolgemodell der suborbitalen Rakete Strypi und wurde wie diese von Sandia National Laboratories entwickelt. Verantwortlich für den Start und die Nutzlast war die University of Hawaii.

## Aufbau und Verwendung
Alle drei Stufen der Super Strypi verwendeten Feststofftriebwerke, die von Aerojet Rocketdyne neu entwickelt wurden. Die erste Stufe besaß ein LEO-46-Triebwerk. Die zweite Stufe wurde durch ein LEO-7 angetrieben, und die dritte verwendete ein LEO-1-Triebwerk. Die Rakete war während ihres Fluges spinstabilisiert.

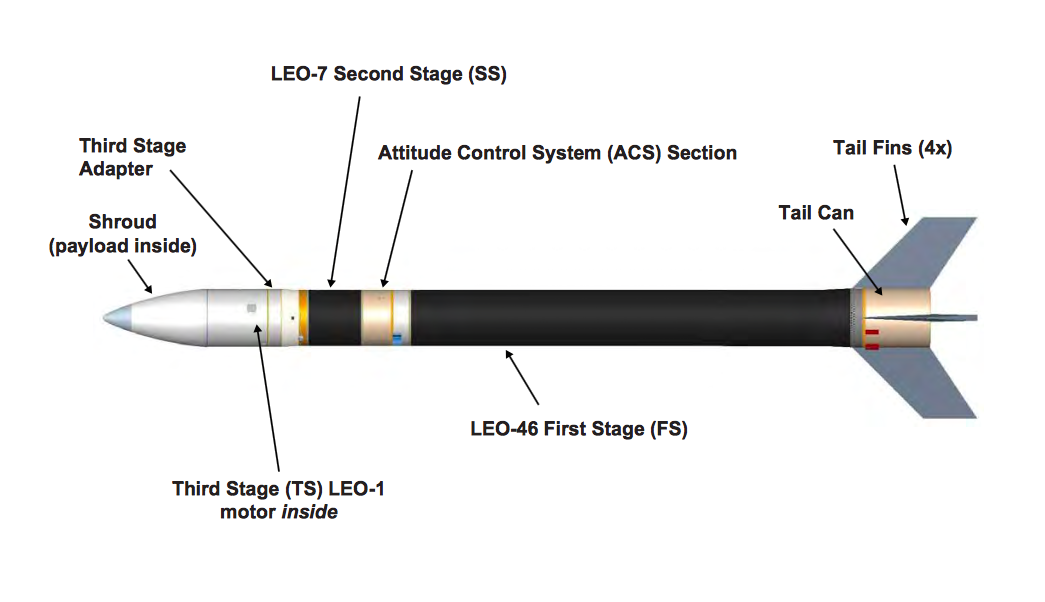
Aufbau der Super Strypi

Das geplante Startgewicht der Trägerrakete lag bei etwa 28.200 kg. Für den Start wurde ein modifizierter Scout-Startturm verwendet, bei dem die Rakete etwa 75° geneigt steht und in der Startphase auf Schienen geführt wurde. Die Brennzeiten der drei Stufen sollten etwa 79, 62 und 51 Sekunden betragen, was den Transport einer Nutzlast von ca. 250 kg in eine Umlaufbahn von ca. 400 km Höhe ermöglichen sollte.

## Starts
Der einzige Start erfolgte am 4. November 2015 um 03:45 UTC vom Kokole Point Launch Pad der Kauai Test Facility (Barking Sands) in Hawaii. Insgesamt sollten sechs Kleinsatelliten in eine erdnahe Umlaufbahn gebracht werden:
| Nutzlast                                                                      | Art der Nutzlast | Masse                                |
| ----------------------------------------------------------------------------- | --- | ------------------------------------ |
| HiakaSat (HawaiiSat 1) Supernova-Beta Argus (SLU 02) PrintSat EDSN 1-8 STACEM | Erdbeobachtungssatellit Technologieerprobungssatellit/Nanosatellit und Weltraumbestattung Technologieerprobungssatellit/Nanosatellit Technologieerprobungssatellit/Picosatellit 8 Technologieerprobungssatellit/Nanosatellit Technologieerprobungssatellit/Nanosatellit | 50 kg + 6 kg 2 kg 1 kg 8 × 2 kg 4 kg |

Die Rakete geriet jedoch ins Taumeln und zerbrach etwa eine Minute nach Start.